# Zambia a 2008. évi nyári olimpiai játékokon
Zambia a kínai Pekingben megrendezett 2008. évi nyári olimpiai játékok egyik részt vevő nemzete volt. Az országot az olimpián 4 sportágban 8 sportoló képviselte, akik érmet nem szereztek.

## Atlétika
Férfi
| Név           | Versenyszám | Előfutam | Előfutam | Előfutam | Döntő   | Döntő    |
| Név           | Versenyszám | Idő      | Hely.    | Össz.    | Idő     | Helyezés |
| ------------- | ----------- | -------- | -------- | -------- | ------- | -------- |
| Tonny Wamulwa | 5000 m      | 14:06,96 | 10.      | 33.      | kiesett | kiesett  |

Női
| Név             | Versenyszám | Előfutam | Előfutam | Előfutam | Elődöntő | Elődöntő | Elődöntő | Döntő   | Döntő    |
| Név             | Versenyszám | Idő      | Hely.    | Össz.    | Idő      | Hely.    | Össz.    | Idő     | Helyezés |
| --------------- | ----------- | -------- | -------- | -------- | -------- | -------- | -------- | ------- | -------- |
| Racheal Nachula | 400 m       | 51,62    | 3.       | 19.      | 52,67    | 8.       | 22.      | kiesett | kiesett  |

## Ökölvívás
| Versenyző         | Esemény      | Selejtező                             | Nyolcaddöntő      | Negyeddöntő       | Elődöntő          | Döntő             | Helyezés |
| Versenyző         | Esemény      | Ellenfél Eredmény                     | Ellenfél Eredmény | Ellenfél Eredmény | Ellenfél Eredmény | Ellenfél Eredmény | Helyezés |
| ----------------- | ------------ | ------------------------------------- | ----------------- | ----------------- | ----------------- | ----------------- | -------- |
| Cassius Chiyanika | Légsúly      | Erwin Vincenzo Picardi (ITA) · 3-10   | kiesett           | kiesett           | kiesett           | kiesett           | 17.      |
| Hastings Bwalya   | Kisváltósúly | Urancsimegín Mönh-Erdene (MGL) · 8-12 | kiesett           | kiesett           | kiesett           | kiesett           | 17.      |
| Precious Makina   | Váltósúly    | Hanati Szelamu (CHN) · 4-21           | kiesett           | kiesett           | kiesett           | kiesett           | 17.      |

## Tollaslabda
| Versenyző  | Versenyszám | Selejtező         | 32-es főtábla                          | Nyolcaddöntő      | Negyeddöntő       | Elődöntő          | Bronz- mérkőzés   | Döntő             | Helyezés |
| Versenyző  | Versenyszám | Ellenfél Eredmény | Ellenfél Eredmény                      | Ellenfél Eredmény | Ellenfél Eredmény | Ellenfél Eredmény | Ellenfél Eredmény | Ellenfél Eredmény | Helyezés |
| ---------- | ----------- | ----------------- | -------------------------------------- | ----------------- | ----------------- | ----------------- | ----------------- | ----------------- | -------- |
| Eli Mambwe | Férfi egyes |                   | Erwin Kehlhoffner (FRA) · 15-21, 17-21 | kiesett           | kiesett           | kiesett           | kiesett           | kiesett           | 17.      |

## Úszás
Férfi
| Versenyző   | Versenyszám | Előfutam | Előfutam | Előfutam | Elődöntő | Elődöntő | Elődöntő | Döntő   | Döntő    |         |
| Versenyző   | Versenyszám | Idő      | Hely.    | Össz.    | Idő      | Hely.    | Össz.    | Idő     | Helyezés |         |
| ----------- | ----------- | -------- | -------- | -------- | -------- | -------- | -------- | ------- | -------- | ------- |
| Zane Jordan | 50 m gyors  | 24,82    | 3.       | 65.      | kiesett  | kiesett  | kiesett  | kiesett | kiesett  | kiesett |

Női
| Versenyző          | Versenyszám | Előfutam | Előfutam | Előfutam | Elődöntő | Elődöntő | Elődöntő | Döntő   | Döntő    |         |
| Versenyző          | Versenyszám | Idő      | Hely.    | Össz.    | Idő      | Hely.    | Össz.    | Idő     | Helyezés |         |
| ------------------ | ----------- | -------- | -------- | -------- | -------- | -------- | -------- | ------- | -------- | ------- |
| Ellen Lendra Hight | 50 m gyors  | 27,42    | 7.       | 53.      | kiesett  | kiesett  | kiesett  | kiesett | kiesett  | kiesett |